# Cuatro estaciones: Invierno
Cuatro estaciones: Invierno es el cuarto EP del cantante venezolano Lasso. Se lanzó el 2 de julio de 2021 a través de Universal Music.
El álbum se caracteriza por el estilo clásico de Lasso, con una combinación de ritmos fluidos y suaves entre balada romántica, urbano y pop. Es el cuarto y último de cuatro EP de la serie "Cuatro estaciones".
Se desprenden del mismo, algunos sencillos como: «Me arruinaste Netflix» y «Ladrones». En este álbum, está incluida la participación de Danna Paola y Micro TDH.

## Lista de canciones
| N.º | Título                                  | Duración |  |
| 1.  | «Cero»                                  | 2:59     |  |
| 2.  | «Me arruinaste Netflix» (con Micro TDH) | 2:58     |  |
| 3.  | «Mi imaginación»                        | 2:54     |  |
| 4.  | «Ladrones» (con Danna Paola)            | 3:03     |  |
| 5.  | «Ctrl-Z»                                | 3:16     |  |